# NGC 2480
NGC 2480 is een balkspiraalstelsel in het sterrenbeeld Tweelingen. Het hemelobject werd op 1 februari 1856 ontdekt door de Ierse astronoom William Parsons.

## Synoniemen
- UGC 4116
- MCG 4-19-9
- ZWG 118.26
- KCPG 148A
- IRAS 07541+2354
- PGC 22289